# Coup de projecteur
Coup de projecteur (titre original : Searchlight) est une nouvelle de Robert A. Heinlein publiée pour la première fois dans le magazine Scientific American en août 1962 (en 2005 en français par Gallimard) et faisant partie de l’Histoire du futur.

## Résumé
Une petite fille aveugle, dont le vaisseau spatial s'est écrasé sur la Lune, parvient à être localisée grâce à son exceptionnel talent musical.

## Éditions en français
- dans Histoire du futur (Tome II), Les Vertes Collines de la Terre, Gallimard, coll. Folio SF no 208, 2005.